# 大麻入り食品
大麻入り食品（たいまいりしょくひん、英語: cannabis-infused food）とは、アサから抽出される化学物質であるカンナビノイド（特にテトラヒドロカンナビノール）を含む食品のことである。食用大麻（しょくようたいま、英語: cannabis edible）を使うため、エディブル（英語: edible）とも呼ばれる。

## 概要
一般に大麻入り食品は、多量のテトラヒドロカンナビノールが含まれるため、食べたり飲んだりして体内に取り入れると様々な生理作用を発揮する。リラクゼーション、陶酔、食欲の増進から、疲労感・不安感の増幅などが代表的である。こうした食品を作ったり食べたりするのは、快楽を追及するという薬物濫用の目的ばかりではなく、医学的な目的がある場合もある。同じ大麻入り食品でも、テトラヒドロカンナビノールは少ししか含まれず、他のカンナビノイド（例えばより一般的なカンナビジオール）が主成分になっているものもある。この場合は純粋に医学的な目的で作られている。
なお、精神作用の無いカンナビノイドのみを含有させた食品は、ヘンプフードとも呼ばれる。

## 歴史

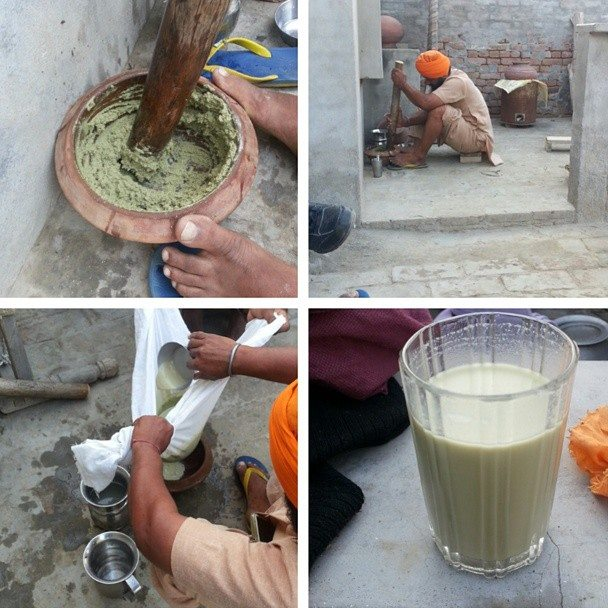
バングーの調理過程（インド、パンジャーブ州のシク教徒の村）。ヒンドゥー教とシク教の祭りであるホーリー祭では、伝統的にこの酩酊をもたらす飲料が供されている。

大麻入りの食品が初めて作られたと言われているのがインド亜大陸である。インドでは、超自然的なものを求めたり、医学的な効用を目的として、何千年も前から食事や飲料にバングーを混ぜていた。生理作用を持つ成分が脂溶性であることを古代のインド人達はよく知っており、サンスクリット語のレシピにも「他の食材と混ぜる前にバングーをギーと共に高温で熱するように」と書いているものがある:7。
バングーは紀元前1000年頃には古代インド人達によって食事に取り入れられていた。ヒンドゥー教のホーリー祭では、伝統的にこのバングーが供される。
大麻入り食品に現代人が関心を寄せた初期の例としては、『アリス・B・トクラスの料理読本』の出版が挙げられるだろう。アリス・B・トクラスは、本が出版された1954年にアーティストであり友人のブライオン・ガイシンから教わった「ハシシュ・ファッジ」のレシピを収録している。このレシピは初版でこそ削除されていたが、トクラスと「ブラウニー」という2つの名前は1960年代に盛り上がりを見せたカウンターカルチャーにおいては大麻の異名ともなった。
アメリカ合衆国では、大麻が合法化された州も存在する。そういった州では、大麻入り食品の売上も飛躍的に増加した。
同時に、子供やカンナビノイドを摂取し慣れていない大人にとっての大麻入り食品の危険性もまた急速に周知されることになった。食品の形であれば1回に大量のカンナビノイドを摂取することも容易であるし、そもそも何が含有されているかを理解せずに食べてしまう場合もあり得るからである。

## 化学と薬理学
大麻は自生している状態ではテトラヒドロカンナビノール (THC) を含んでおらず、THCになる前のテトラヒドロカンナビノール酸 (THCA) の形で含有されている。そのため大麻が精神作用を持つには、脱炭酸化によってTHCAをTHCに変換しなければならない。THCAがTHCに分解され、そこからさらにカンナビノールに分解され、葉や茎などに蓄えられる。THCAは熱することで急速に（完全にではないが）脱炭酸化される。
大麻の摂取方法のうち、消化管から吸収される経口投与と、肺などの粘膜から吸収される喫煙の効果を比較することは容易ではない。なぜなら、条件が違い過ぎて、推定される誤差が多過ぎるからである。喫煙であれば、吸う本数や時間、煙を吐く感覚、口に含んでいる時間、吸う人の肺の大きさなどは、全て摂取の効果に影響を与える。食事についていうと、経口摂取するためにカンナビノイドを溶解した媒体が何かによって、カンナビノイドの吸収率に影響を受けるし、初回通過効果による代謝能力も人によって異なる。
とは言え、一般的には、経口摂取の方が血管に入る前に消化器官と肝臓を通過するため、大麻を燃やして蒸気を空気中から吸い込むことに比べると、経口摂取されたカンナビノイドはより時間をかけて吸収される。また、量が同じであれば、経口摂取の方が、血中濃度が高まるのも遅く、最高血中濃度も低い。ただし、経口摂取の場合は、生理作用の発現も遅くなる。さらに、経口投与の場合、腸肝循環が起こるため、最高血中濃度に達した後、血中濃度が低下し始めてから、再び血中濃度が上昇し、それから血中濃度が低下してゆくという、いわゆる2峰性のピークが血中濃度の変化に現れる。また、テトラヒドロカンナビノールを経口摂取した場合は、肝臓での代謝によって、そのほとんどが11-ヒドロキシ-THCに変換される。

## 種類

### 焼成

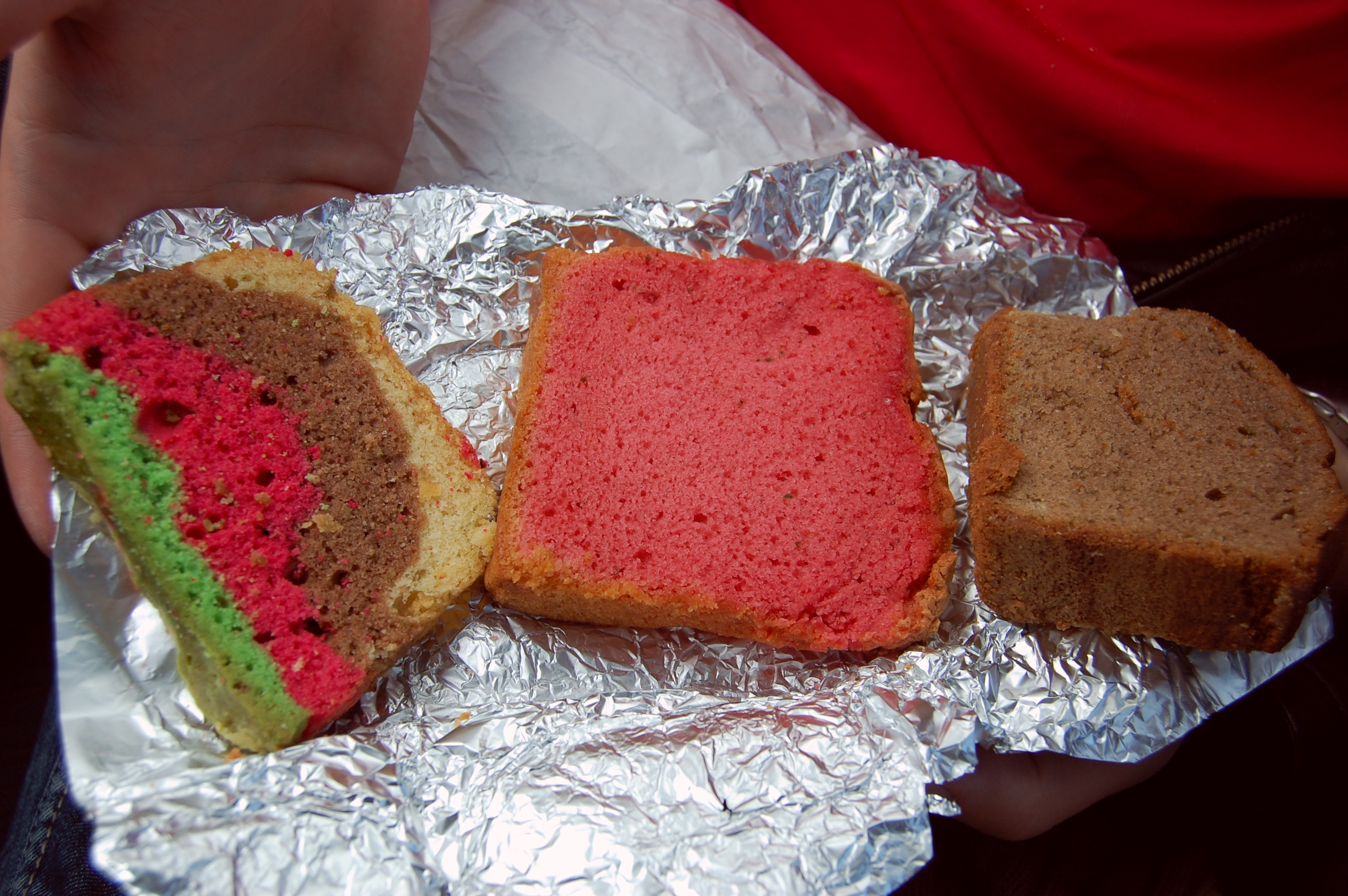
カラフルなスペースケーキの1種（アムステルダム）

食材に大麻を入れてオーブンなどで焼くことは、大麻入り食品として一般的な調理法である。人気があるバリエーションとしては、ハシシュ・クッキー、ポット・ブラウニー、スペース・ケーキなどがある。
完成してしまうと、大麻が含有されているかどうかの区別は、食べてみなければなかなかできない。ただし大麻入りの場合は、かすかに緑がかっていたり、ほのかに大麻の香りがしていることが多い。マイルドな草っぽさ、つまり大麻の香りがあるかどうかは、食品に含有させた大麻の量による。作るのに必要な材料やその分量、準備すべきものなどはインターネットに豊富な情報が掲載されているが、そのレシピの質については千差万別で、食べた時の生理作用の強さも様々である:7。

### 飲料

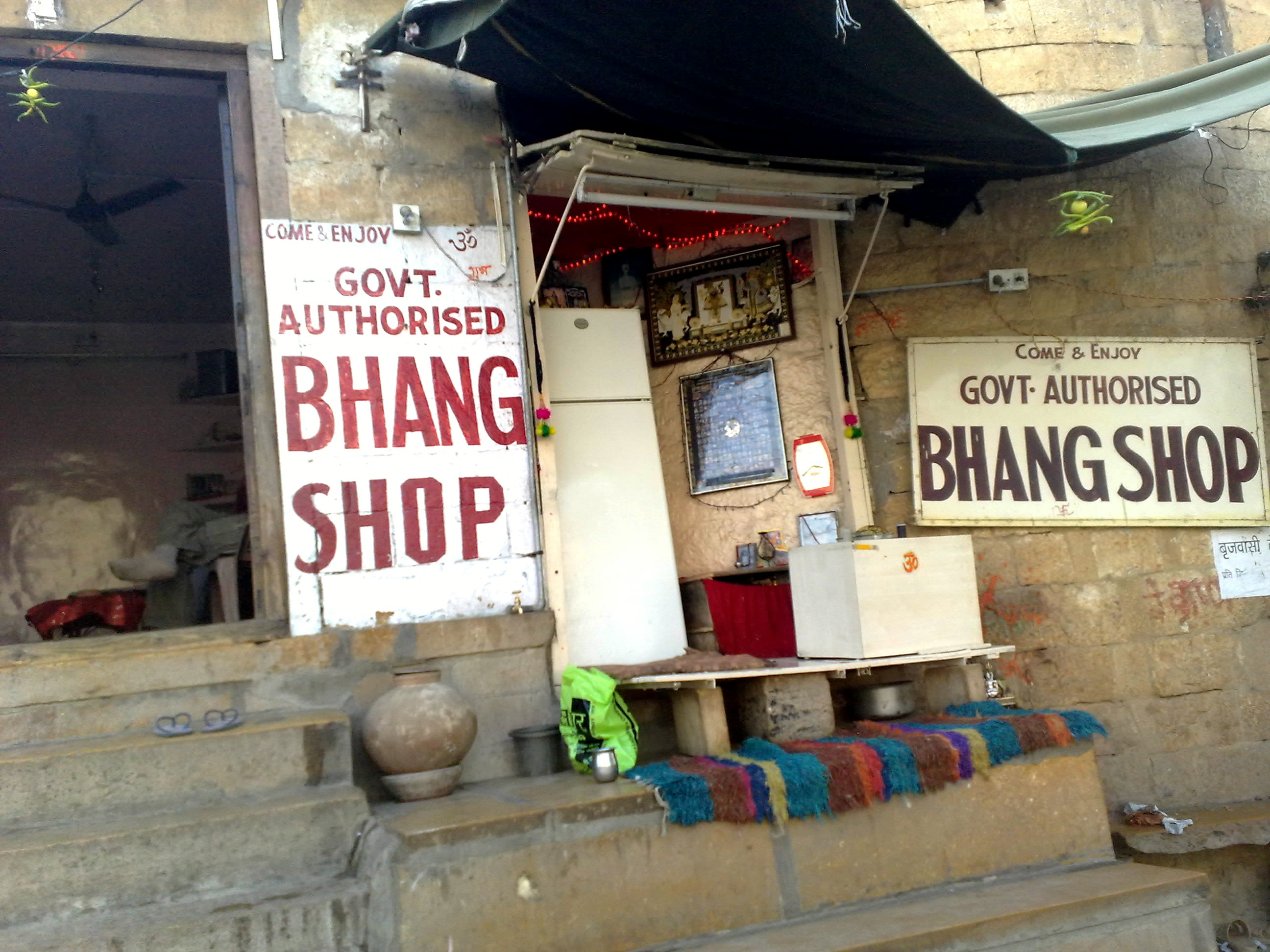
バングー・ラッシーを出している店（ラジャスターン州ジャイサルメール）

古くからある大麻入り飲料としては、インドのラッシーやタンダイが挙げられる。ハーブティーの1種としての大麻ティーには多少の精神活性作用がある。ただ、油脂分やエタノールを入れた方が、大麻の成分の吸収率が上がるために、その作用は強くなる。
アメリカでは一部で医療目的外でも大麻が合法であるが、大麻のマーケット全体に占める大麻入り飲料の売り上げシェアは2014年には4％前後だったものが、2016年には1.5％前後に下降している。

### 錠剤
テトラヒドロカンナビノールかカンナビジオールを含む錠剤は、一般的な薬局では販売されていない。ただ、錠剤は料理と同じように経口摂取するものであるため、その効果もまた大麻入り食品を食べたり飲んだりした場合と同程度と考えられる。

### 原料として

#### チンキ

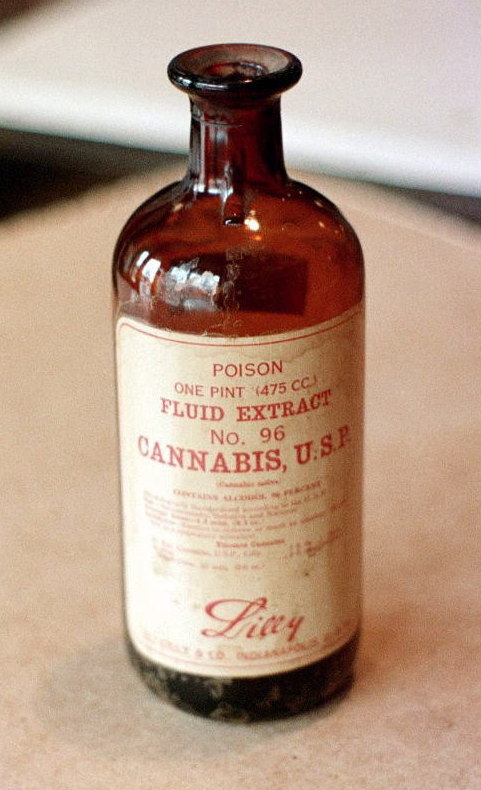
大麻チンキが入った瓶

大麻チンキとは、その成分を高濃度のエタノールで抽出したものである。大麻樹脂はエタノールに溶ける性質があるため、それを料理に加えるためには、ブランデーかラムに、カンナビノイドを抽出したものが好都合である。一般に大麻の根や葉はテトラヒドロカンナビノールの含有率が低いため、タバコのようには喫煙はせず、エタノールに漬け込むことが多い。穀物を原料とする度数の高い酒（たとえばエバークリア）に漬け込んだ場合は、グリーンドラゴンという名前のカクテルになる。クレーム・ド・グラスは大麻でフレーバーをつけたリキュールである（グラスは、英語で大麻を意味するGrassと仏語で脂肪を意味するGrasをかけている）:31。コーヒーなどの飲み物に、これらを入れて飲む方法もある。

#### オイル
大麻オイルは、熱した食用油に大麻を混ぜてカンナビノイドを溶出させた油をベース作られる。こうして作られた大麻の成分を溶出させた油に、様々な料理に合わせられるように色々な調味料と混ぜて、医療大麻を必要とする患者に提供される。

#### バター

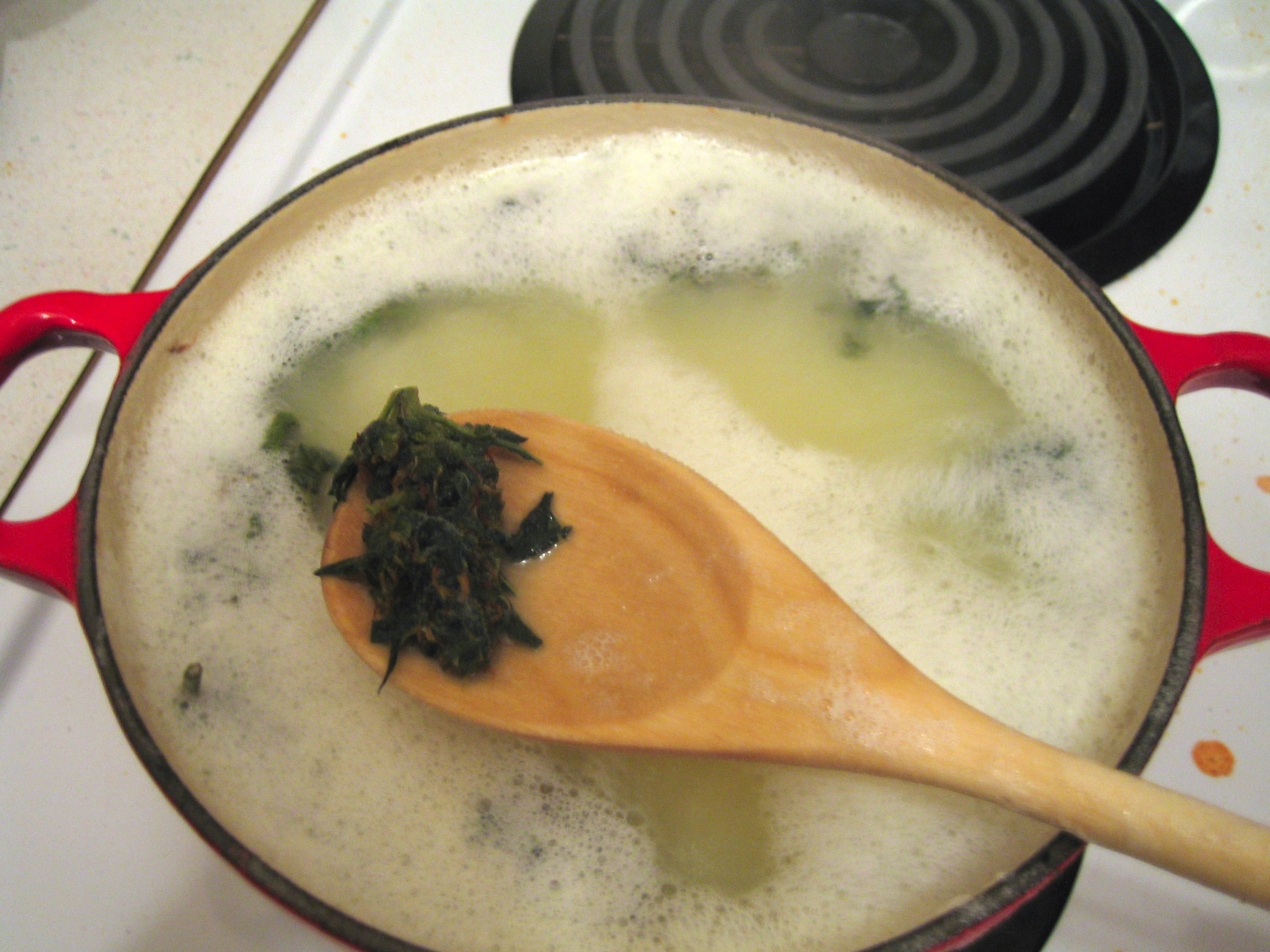
カンナバターことカンナビス（大麻）のバターの調理過程

大麻バターは様々な料理に使われる。溶かしたバターに生の大麻を投じて熱することで、油脂分にカンナビノイドが溶け出すのである。二重の湯煎鍋や加圧調理器、寒冷紗、茶漉し、ロートなどの調理器具を使い、もっと凝った作り方をすることもある。

## 効果

### 健康への影響の可能性
食用大麻製品には、リラックスや多幸感といった精神作用の原因となるデルタ9THCと、精神作用がなくても効果を発揮するCBDの両方が含まれている。このような効果には、鎮痛作用、炎症の軽減、痙縮の軽減、抗痙攣作用などがある。CBD入りの食用大麻製品は、精神病や不安の症状を軽減する可能性がある。 食欲不振、痛み、体重減少を改善する可能性があるとして、栄養オイル、チンキ剤、錠剤、チューインガムががん患者に処方されている。食用大麻製品は筋肉の痙攣や痛みに効果的かもしれない。

### 副作用
大麻使用者の中には、錯乱、幻覚、パニック発作、パラノイア、重度の精神病的作用などの副作用を報告した者もいる。大麻は、認知機能、記憶力、注意力、協調性、バランス感覚の短期的な障害を引き起こす可能性があり、特に高齢者では転倒のリスクが高まり、運転が危険になる。
食品に含まれるTHCの量は、特別な実験設備がなければ測定できず、製品によって異なるため、過剰摂取が起こる可能性がある。
娯楽用大麻の長期使用は、大麻使用障害（CUD）と同様に認知障害を引き起こす可能性がある。CUDの症状には、意欲の欠如、集中力の低下、他の活動への興味の喪失、耐性、依存が含まれる。